# Stjepan Barić
Stjepan Barić (ur. 16 kwietnia 1889 w Zemunie, zm. 20 kwietnia 1945 w Zagrzebiu) – chorwacki i jugosłowiański polityk i publicysta, minister w rządzie Antona Korošca.

## Życiorys
W Zagrzebiu i szwajcarskim Fryburgu studiował teologię i prawo kanoniczne.
Był współzałożycielem ludowej partii Hrvatska pučka stranka. Od 1920 roku aż do jej rozwiązania w 1928 roku był jej przewodniczącym. Był redaktorem pisma „Seljačke novine”. W 1923 i 1925 roku ubiegał się o mandat poselski. W 1928 roku został ministrem ds. polityki społecznej w rządzie Antona Korošca. Po zamachu stanu i powstaniu šestojanuarskiej diktatury 6 stycznia 1929 zakończył działalność polityczną.